# Екбрехт фон Дюркхайм
Екбрехт фон Дюркхайм (на немски: Eckbrecht von Durenkeim/Dürckheim; † сл. 1307) от старата благородническата фамилия Дюркхайм в Рейнланд-Пфалц е рицар.

## Произход
Той е първият известен от фамилията му. В края на 18 век фамилията отива в Бавария с името Екбрехт фон Дюркхайм-Монтмартин или Дюркхайм-Монтмартин.
Роднина е на Конрад фон Дюркхайм († 1247), епископ на Вормс (1247).

## Деца
Екбрехт фон Дюркхайм има трима сина:
- Хайнрих Екбрехт фон Дюркхайм († сл. 1347), баща на Хайнрих Екбрехт фон Дюркхайм, господар на Рорбах († сл. 1368)
- Йохан Екбрехт фон Дюркхайм († сл. 1372), женен за фон Хаселах
- Петер фон Дюркхайм († сл. 1336)